# 普門寺 (陸前高田市)
普門寺（ふもんじ）は、岩手県陸前高田市米崎町にある曹洞宗の寺院。山号は海岸山。本尊は聖観音菩薩で、奥州三十三観音霊場第29番札所である。

## 歴史
仁治2年（1241年）に中山館主の安倍定俊が臨済宗の栄西の弟子・記外を招いて開山したとも、享禄元年（1528年）に充察が開基したとも言われる。その後、米ヶ崎城主の千葉宗綱が檀那になったと記される。寺伝によれば、1241年の開山の後に明応3年（1494年）ないし永正元年（1504年）に如幻が中興開山し、曹洞宗に改められた。当初は海寄りの新山にあったが、この際に充察が現在地に移したとされる。
本尊の木造伝聖観音坐像の胎内の膝裏には永禄2年（1559年）の墨書銘があり、米ヶ崎城主・浜田宗綱を檀那として宗綱の父や広田城主・大和田安芸守の母、中山館主・金丹波守の母の法要を営むために同年に再興された事が記されている。
近世は花巻市にある大興寺の末寺であり、気仙郡の触頭であった。また、気仙三十三観音の第29番札所となっている。天正19年（1591年）と慶応3年（1867年）の二回にわたって火災があり、現在の本堂は1877年（明治10年）に建立されたものである。普門寺の末寺は現・秋田県湯沢市と宮城県気仙沼市に1か寺ずつ、旧気仙郡の陸前高田市、大船渡市、住田町、三陸町に10か寺あった。

## 文化財など

### 岩手県指定文化財
- 三重塔 - 文化6年（1809年）に建立され、高さ12.5m。初層は三軒繁垂木二手先、二層は全面に彫刻を施した三手先、三層は二軒扇垂木。1975年3月4日指定[脚注 1]。
- 木造伝聖観音坐像 - 1974年2月15日指定[脚注 2]。
- 絹本著色愛染明王画像 - 室町時代の作。1974年2月15日指定[脚注 3]。

### 岩手県指定天然記念物
- サルスベリ - 推定樹齢は300年以上。1981年12月4日指定[脚注 4]。

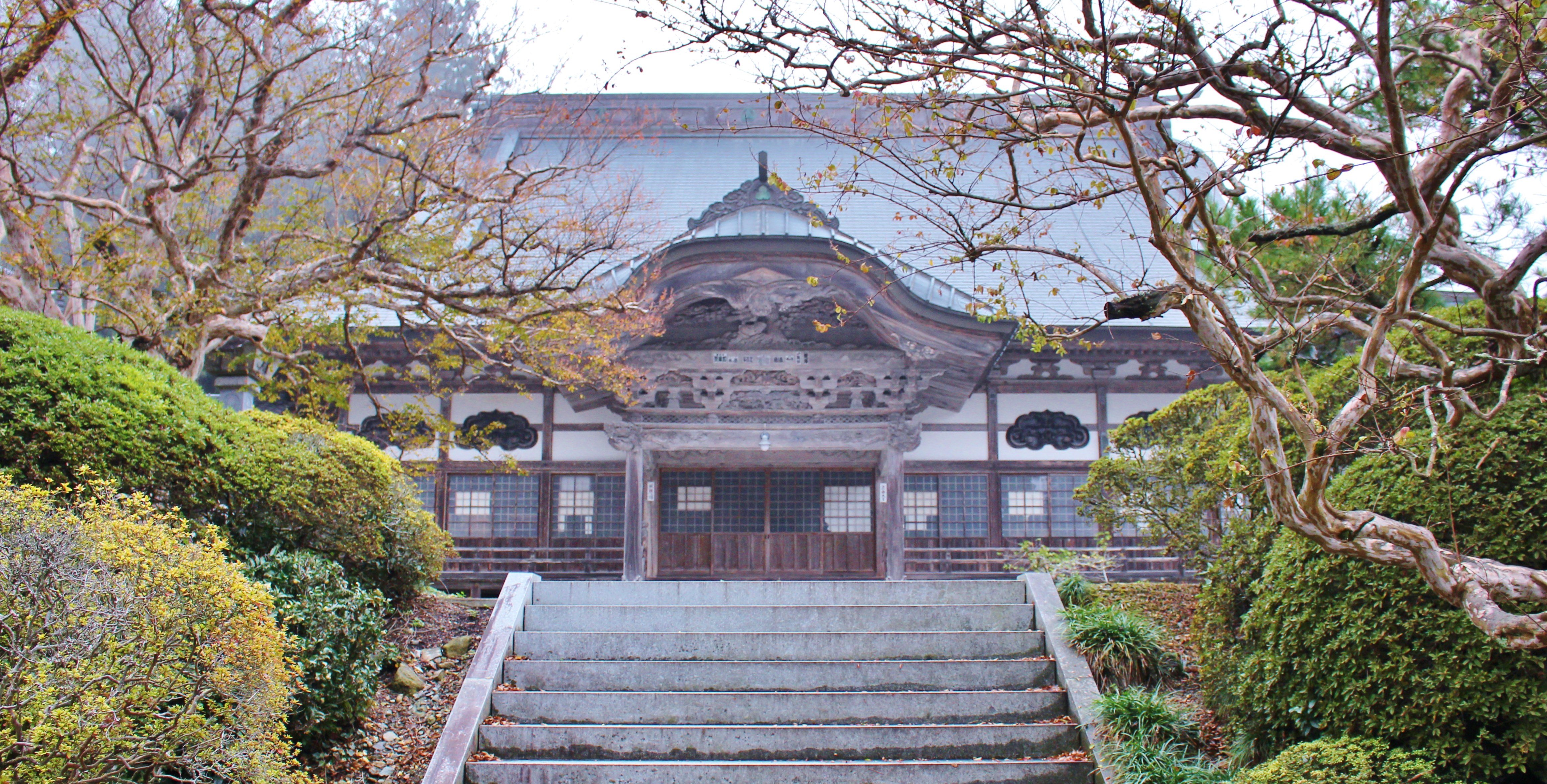
本堂
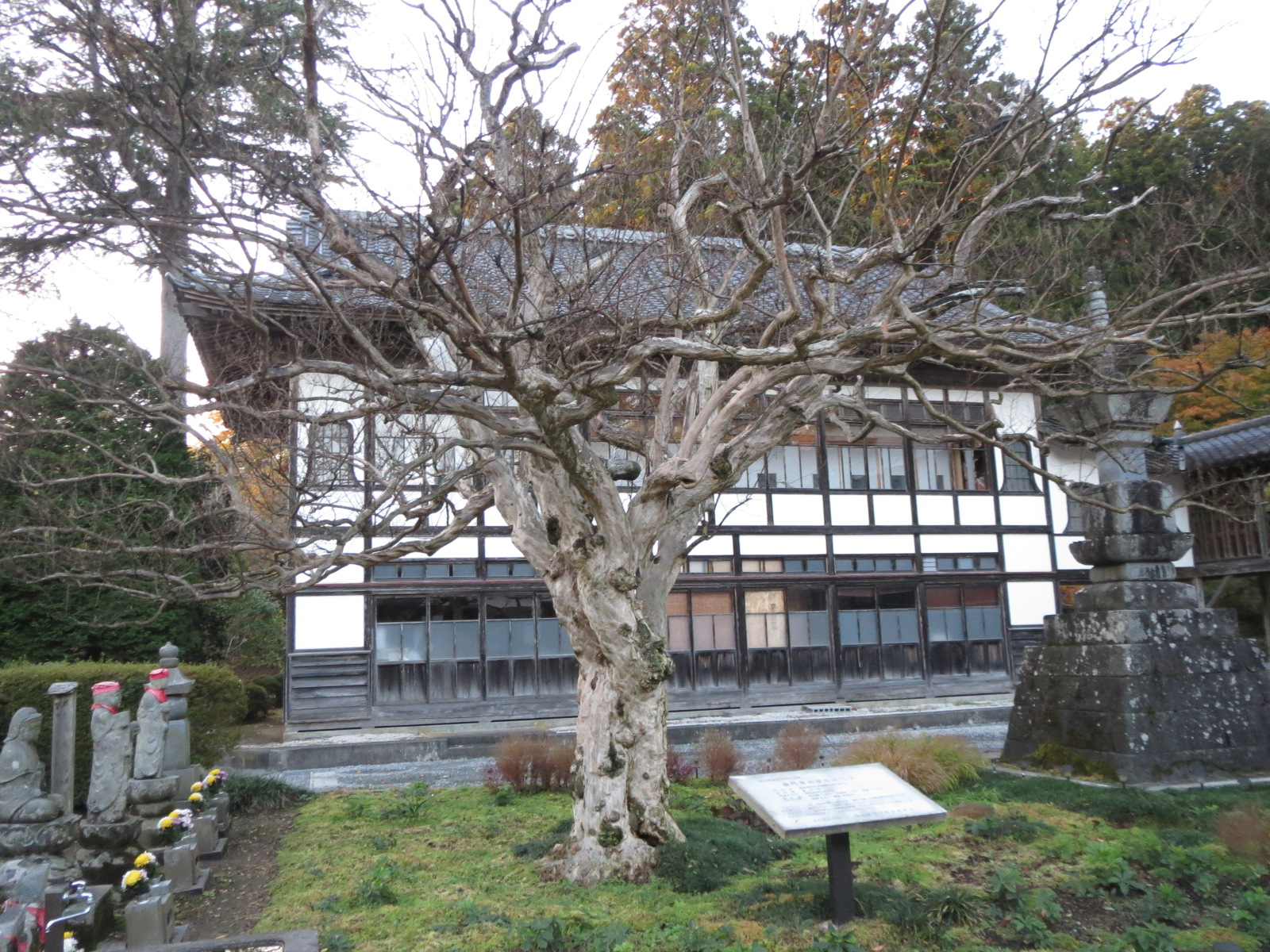
サルスベリ

## その他
2019年（令和元年）5月19日に犠牲者供養のために、古い着物の生地から作られた18,430個の「ねがい桜」が奉納され、「つるし飾り数世界一」として、ギネス世界記録に登録された。

## アクセス
JR気仙沼線・大船渡線BRT陸前高田駅より岩手県交通バス利用
- 「一関大船渡線」
- 「細浦経由高田線」
  - 以上の路線の｢立根｣行で、｢松峰｣下車。徒歩約30分.